# Wilcot
Wilcot är en by i civil parish Wilcot, Huish and Oare, i distriktet Wiltshire, i Storbritannien. Den ligger i grevskapet Wiltshire och riksdelen England, i den södra delen av landet, 120 km väster om huvudstaden London. 
Wilcot utgjorde tidigare en egen civil parish, men är sedan 2020 en del av civil parish Wilcot, Huish and Oare. Civil parish hade 515 invånare år 2011. Byn nämndes i Domedagsboken (Domesday Book) år 1086, och kallades då Wilcote.